# Penthimia flavitarsis
Penthimia flavitarsis är en insektsart som beskrevs av Melichar 1914. Penthimia flavitarsis ingår i släktet Penthimia och familjen dvärgstritar. Inga underarter finns listade i Catalogue of Life.